# مارماريكا (شبه جزيرة)
شبة الجزيرة المارماريكية هي مدينة طبرق الليبية القديمة قبل التوسع والامتداد على مر السنوات، إذ يقوم عليها حاليًّا نصف المدينة الجزء الشرقي من مدينة طبرق هو شبه جزيرة، والغربي الذي يضم الأحياء الجديدة لا يدخل في نطاق شبة الجزيرة جغرافيًا، لأن للمدينة امتدد كيلومترات في جميع الاتجهات كذلك ينطبق على الجزء الجنوبي من المدينة. سميت شبة الجزيرة المارماريكية نسبة إلى إقليم مارماريكا ترجمة شبة الجزيرة الطبرقية.